# Перке, Поль
Поль Эжен Селестен Перке (фр. Paul Eugène Célestin Perquer; 3 октября 1859, Гавр — неизвестно, Барнвиль-ла-Бертран) — французский яхтсмен, чемпион летних Олимпийских игр 1900.
На Играх на яхте Estérel соревновался в классе яхт водоизмещением 10—20 тонн. Его команда, выиграв две гонки и заняв один раз второе место, в итоге стала лучшей, получив золотые медали.